# Зуэйин, Юсуф
Юсуф Зуэйин (араб.  يوسف زعين‎; 1931, Абу-Камаль, подмандатная Сирия — 10 января 2016, Стокгольм, Швеция) — сирийский государственный деятель, член партии Баас с 1957 года. Дважды занимал пост премьер-министра Сирии (1965 и 1966—1968).

## Биография
Образование получил на медицинском факультете дамасского университета. Затем на волонтёрских началах принимал участие в алжирской освободительной войне, воевал в отряде Хуари Бумедьена. После возвращения в Сирию в 1957 году, он вступил в партию Баас, привлечённый провозглашавшимися ею социалистическими и панарабскими идеями.
После баасистского переворота 8 марта 1963 года становится министром сельского хозяйства: его основной задачей становится претворение в жизнь аграрной реформы, предусматривавшей обширные конфискации земель у крупных землевладельцев и передача этих земель в руки малоимущих и неимущих сельских слоёв.
Во вскоре начавшейся внутрипартийной борьбе между старшим, гражданским умеренным крылом, лидерами которого были Мишель Афляк и Салах ад-Дин Битар, и молодым крылом, состоявшим, в основном, из военных (его основными руководителями были Салах Джадид и Хафез Асад) политик берёт сторону последнего.
В сентябре 1965 года был назначен премьер-министром Сирии. Объявил амбициозную программу радикальных социальных реформ к социалистической трансформации Сирии и внешней политики, основанной на сотрудничестве с СССР и странами СЭВ. Вскоре после внутрипартийного переворота 23 февраля 1966 года, в результате которого Джадид и Асад пришли к власти, он вновь был назначен на должность премьер-министра.
Занимал этот пост во время арабо-израильской войны 1967 года, и получил в своей адрес массу критики в связи с недостаточно умелым, по мнению многих, руководством делами государства. Критические настроения в отношении премьер-министра росли и после войны, теперь уже в связи с тяжёлым экономическим положением, в котором оказалась страна, и в октябре 1968 года он был вынужден подать в отставку.
Был близок к Салаху Джадиду, поэтому после его свержения и прихода к власти Хафеза Асада, он был арестован и заключён в тюрьму, где находился вплоть до 1981 года. После того как он был выпущен из тюрьмы, он уехал в Венгрию, а затем — в Швецию, где и прожил до своей смерти.
Умер 10 января 2016 года после продолжительной болезни в Стокгольме, Швеция в возрасте 84 лет.